# ゲナジ・サラファノフ
ゲンナジー・ヴァシーリエヴィチ・サラファノフ（ロシア語: Геннадий Васильевич Сарафанов、1942年1月1日 - 2005年9月29日）は、ソビエト連邦の宇宙飛行士。

## 略歴
1964年にバラショフ軍事パイロット学校を卒業、1978年にモニノのガガーリン軍事空軍学校を卒業する。ソ連空軍での階級は大佐で、1965年10月23日宇宙飛行士に選抜される。
ソユーズ15号に搭乗し、これが唯一の宇宙飛行となった。健康上の問題で1986年に宇宙飛行士を引退。
手術による合併症で2005年に死去。